# Eufemio Zapata

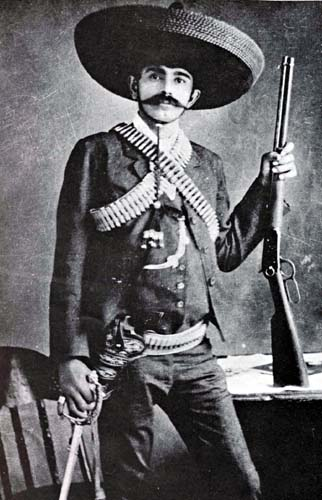
Eufemio Zapata

Eufemio Zapata Salazar (* 1873 in Anenecuilco, Bundesstaat Morelos, Mexiko; † 17. Juni 1917 in Cuautla, Morelos) war der ältere Bruder des Revolutionsführers und Generals Emiliano Zapata.

## Leben
Er schloss sich im Jahre 1911, kurz nach dem Beginn der Mexikanischen Revolution, dem bewaffneten Aufstand seines Bruders gegen das Regime von Porfirio Díaz an. Als General der Revolutionsarmee führte er zahlreiche Militäroperationen in Morelos und den angrenzenden Bundesstaaten durch. Er ist einer der Unterzeichner des Plan von Ayala.
Von Zeitgenossen als hitzköpfiger Charakter und dem Alkohol nicht abgeneigt beschrieben, wurde er am 17. Juni 1917 (Womack spricht vom 18. Juni) im Anschluss an eine Auseinandersetzung in einer Cantina (mexikanische Bar) in Cuautla von einem Mitkämpfer erschossen.